# Zisterzienserinnenabtei Sezemice

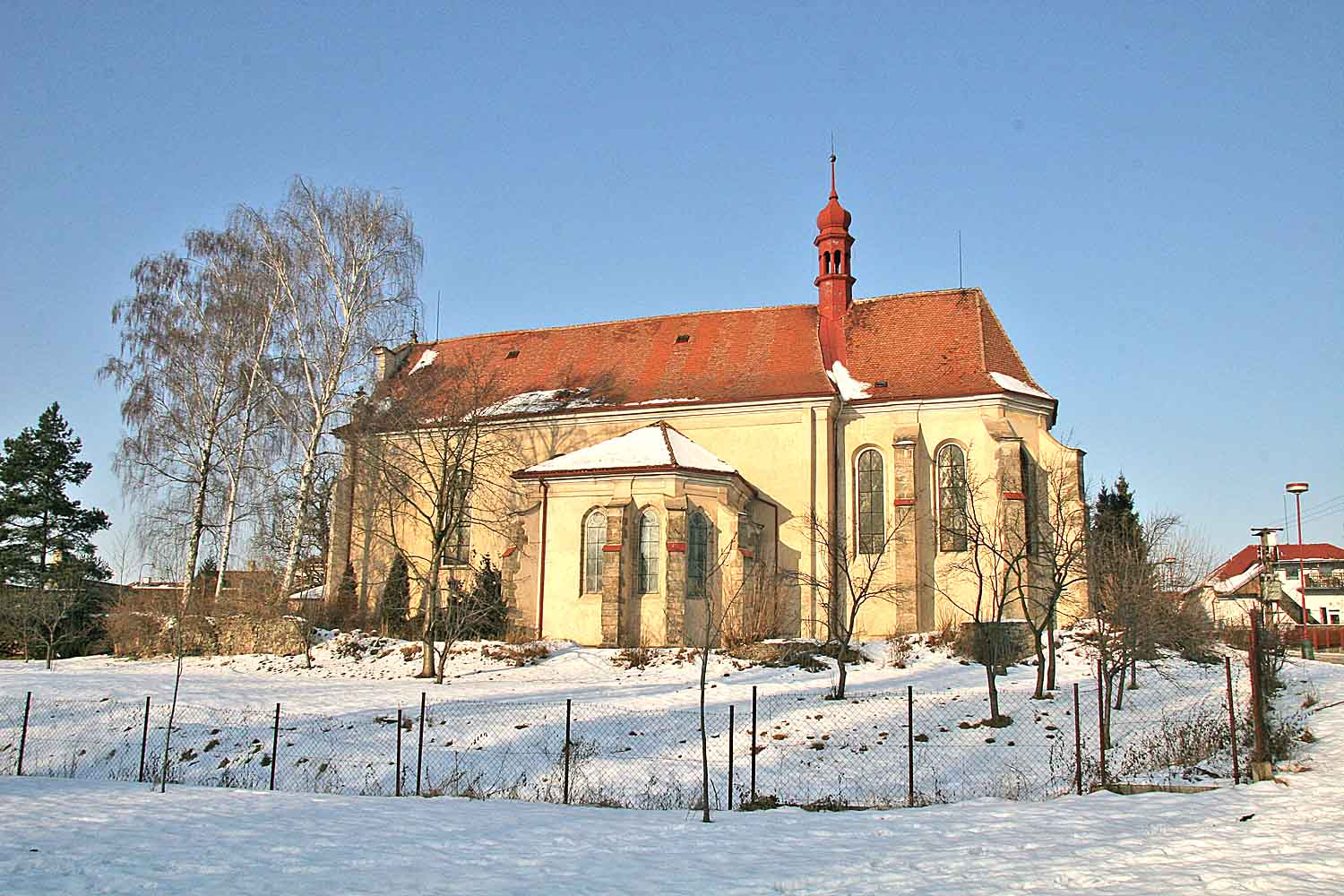
Zisterzienserinnenabtei Sezemice (2006)

Die Zisterzienserinnenabtei Sezemice (deutsch: Sezemitz) war von 1265 bis 1421 ein Kloster der Zisterzienserinnen in Sezemice nad Loučnou im heutigen Okres Pardubice in Tschechien.

## Geschichte
Kurz nach 1260 wurde östlich Pardubitz an der Elbe das Frauenkloster Sezemice gegründet und 1268 in den Zisterzienserorden eingegliedert. Die Aufsicht führte Kloster Hradiště. Schenkungen kamen dem Kloster u. a. von Königin Elisabeth Richza von Polen zu. Im Laufe der Hussitenkriege wurde das Kloster 1421 verwüstet und aufgegeben. Die heutige Pfarrkirche von Sezemitz ist der letzte bestehende Bau aus der Klosterzeit.

### Handbuchliteratur
- Bernard Peugniez: Le Guide Routier de l’Europe Cistercienne. Editions du Signe, Straßburg 2012, S. 1081.